# Marie Baum
Marie Baum (née le 23 mars 1874 à Dantzig, morte le 18 août 1964 à Heidelberg) est une spécialiste allemande des sciences sociales et une des premières femmes élues à l'Assemblée nationale de Weimar puis au Reichstag. Elle est considérée comme une des pionnières du travail social et une des figures de la politique de protection sociale de la République de Weimar.

## Biographie

### Jeunesse et formation
Maria Johanna Baum, dite Marie Baum, est la troisième des six enfants de Wilhelm Georg Baum, fils du chirurgien Wilhelm Baum, et médecin en chef de l'hôpital de la ville de Gdańsk et Florentine (« Flora ») Baum. Sa mère est engagée dans le mouvement des femmes, elle dirige l'Association pour le bien-être des femmes (Verein Frauenwohl) à Gdańsk. Ses grands-parents maternels sont Peter Gustav Lejeune Dirichlet et Rebecka Dirichlet, née Mendelssohn Bartholdy,.
Maria Baum suit des cours au Frauenwohl de 1891 à 1893, pour se préparer aux études supérieures. Les femmes ne pouvant pas encore obtenir de diplômes universitaires en Allemagne à cette époque, elle se rend à Zurich pour étudier la chimie à l'École polytechnique fédérale. Pendant son séjour, elle rencontre, entre autres, Frieda Duensing, Käthe Kollwitz et Ricarda Huch avec qui elle se lie d'une amitié qui durera toute leur vie,.
Elle obtient un diplôme de professeur de sciences naturelles en 1896. Tout en travaillant sur sa thèse de doctorat en chimie, elle travaille comme assistante à l'Université de Zurich et supervise 60 étudiants, pour la plupart des hommes. À l'origine, les autorités universitaires voulaient recruter un homme pour ce poste (« de préférence un citoyen suisse »), mais ont ensuite changé d'avis, à la suite d'une pétition soutenue par Albert Heim.

### Carrière
À l'âge de 22 ans, munie de son doctorat en chimie, elle travaille dans le département des brevets berlinois d'Agfa, le conglomérat fondé par son grand cousin Paul Mendelssohn Bartholdy et dirigé par un autre parent, Franz Oppenheim. Mais elle préfère rapidement passer du domaine scientifique au domaine social.

#### Inspectrice du travail
En 1902, sur proposition d'Else von Richthofen, alors inspectrice du travail, et grâce à la médiation d'Alice Salomon, elle devient inspectrice du travail à Karlsruhe, pour le compte du Ministère de l’Intérieur du Grand-duché de Bade. Cette fonction l'amène à constater des conditions de travail déplorables dans les usines. « J'ai vu de nombreux enfants, bien en dessous de l'âge légal de 10 ans, probablement à partir de 4 ans, pâles et tordus, penchés sur leur travail… Les heures de travail des jeunes étaient de 10 heures hors pauses ; il n'y avait pas de journée de travail maximale pour les hommes adultes… À cette époque, les heures de travail des femmes ont été réduites de 12 à 11 heures. Pour les femmes mariées qu'un second travail attendait à la maison, la pression du surmenage quotidien et répétitif les marquait à tel point qu'on pouvait les distinguer dans une foule de travailleurs au premier coup d'œil. » (Marie Baum, Rückblick auf mein Leben).
À la suite de ces constats sur la double journée de travail des femmes mariées, elle analyse la compatibilité entre la profession et les devoirs de femme au foyer et de mère, ainsi que le lien entre la « culture domestique de la mère de famille » et l'état de santé et le taux de mortalité des enfants et met en évidence le lien entre une mortalité infantile élevée, un emploi rémunéré des femmes et l'appartenance à la classe « inférieure ». Ce travail suscite l'attention des hygiénistes sociaux, en particulier le professeur Arthur Schloßmann. Le travail social de Marie Baum, dès cette époque se caractérise donc par une combinaison de théorie et de pratique.
Dans cet emploi, au ministère, Marie Baum a le statut de fonctionnaire avec le même grade et le même rôle que ses collègues masculins. Cependant, son supérieur hiérarchique n'admet pas cette égalité. Il exige, par exemple, d'être représenté uniquement par un fonctionnaire masculin. Fatiguée de cette situation de lutte constante pour faire reconnaître ses droits, Marie Baum demande à être libérée de ses fonctions après quatre ans et demi de service.

#### Association pour la protection infantile et la protection sociale

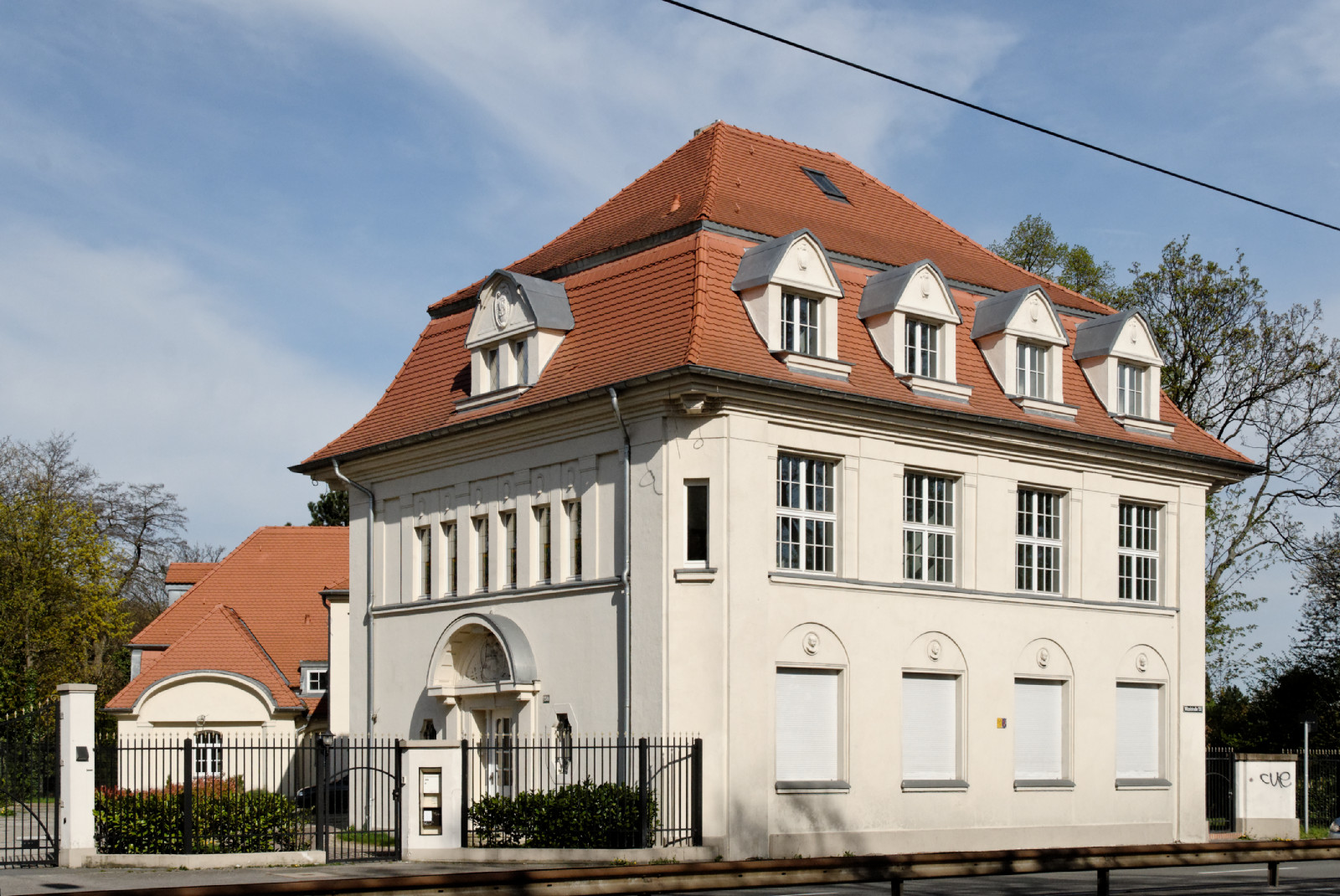
Bâtiment de l'Association pour la protection infantile et la protection sociale, Witzelstrasse 150 (anciennement Werstenerstrasse).

En novembre 1907, elle prend, pendant douze ans, la direction de l'Association pour la protection infantile et la protection sociale (Vereins für Säuglingsfürsorge und Wohlfahrtspflege, VfS) fondée par le pédiatre Arthur Schlossmann, à Düsseldorf,. Cette association est membre de l'Union des organisations de femmes (Bund Deutscher Frauenvereine), où elle est également active, notamment pour coordonner les activités de secours pendant la Première guerre mondiale.
Elle participe au développement du bien-être familial à Düsseldorf et s'efforce, à ce poste, de faire de la profession de soignant une profession féminine indépendante. Dans ses mémoires, elle exprime le regret que ses efforts aient échoué.

#### École sociale des femmes et Institut pédagogique social
Le 1er octobre 1916, Marie Baum quitte la direction de la VfS pour prendre, avec Gertrud Bäumer, la direction de l'École sociale des femmes et Institut pédagogique social (Soziale Frauenschule und Sozialpädagogisches Institut) qui ouvre ses portes à Hambourg le 30 avril 1917. Elle y enseigne la politique sociale et l' économie et est principalement responsable de la formation pratique. La sociologue Hilde Lion figure parmi les premières élèves de l'école.

#### Mandat politique
Après la Première Guerre mondiale, Marie Baum rejoint, avec Marianne Weber, le Parti démocrate allemand fondé, entre autres, par Gertrud Bäumer. et Friedrich Naumann. Elle se présente le 19 janvier 1919 dans la circonscription de Schleswig-Holstein pour les élections à l'Assemblée nationale de Weimar où elle fait partie des premières femmes élues. Elle siège ensuite au Reichstag, puis, en 1921, à la fin de la législature, elle démissionne du Parlement à cause de ses nouvelles tâches professionnelles.

#### Retour au Ministère
En 1919, elle retourne à Karlsruhe, au ministère du Travail, avec l'assurance qu'elle y travaillerait de manière indépendante et sur un pied d'égalité avec ses collègues masculins. En avril 1920, elle devient conseillère du gouvernement, plus tard, conseillère principale.
Elle se consacre à la mise en place du système de protection sociale de l'État de Bade pendant sept ans. Un de ses projets est la création d'une maison de convalescence pour enfants dans l'après-guerre, la « ville des enfants de Heuberg » près de Stetten sur le kalten Markt. De 15 à 20 enfants sont accueillis dans cet ancien camp militaire jusqu'à leur guérison, et plus de 100 000 enfants, en tout, y ont trouvé refuge jusqu'à ce que le site retrouve son objectif militaire initial en 1933.
Entre 1919 et 1924, elle organise, avec Clara Henriques, Marie Juchacz et Helene Simon, un programme de nutrition pour les écoliers allemands (Quäkerspeisung (de)). Avec cette alimentation, les enfants souffrant d'insuffisance pondérale peuvent, après un examen médical préalable, se voir offrir la nourriture supplémentaire dont ils ont besoin.
En mai 1926, Marie Baum demande son licenciement et quitte la fonction publique sans assurance vieillesse et sans perspective d'un autre emploi, avec uniquement un salaire de soutien à titre de mesure de transition.

#### L’Académie allemande pour le travail social et éducatif des femmes
Avec d'autres femmes et hommes, dont Alice Salomon, Gertrud Bäumer et Eduard Spranger, elle fonde l'Académie allemande pour le travail social et pédagogique des femmes (de) (Deutsche Akademie für soziale und pädagogische Frauenarbeit), à Berlin-Schöneberg en 1925. Pour son département de recherche, elle rédige, en collaboration avec Alice Salomon, Das Familienleben in der Gegenwart. 182 Familienmonographien, largement acclamé à l'époque.
En 1928, Marie Baum obtient un poste d'enseignante pour l'action sociale et la protection sociale à l'Institut des sciences sociales et politiques de l'Université de Heidelberg et déménage donc de Karlsruhe à Heidelberg. De 1928 à 1933, elle développe un large éventail de conférences et voyage, entre autres, en Angleterre, en Italie et aux États-Unis.

#### Le nazisme
Lors de ces voyages, elle lit dans la presse non censurée les atrocités nazies dont elle n'a entendu parler en Allemagne que sous forme de rumeurs. Après la prise de pouvoir des nazis en 1933, elle doit renoncer à tous ses postes d'enseignante et ses fonctions parce que sa grand-mère maternelle était d'origine juive. Avec son amie Elisabeth von Thadden, elle soutient le pasteur Hermann Maas, qui organise l'aide aux « non-aryens » et aux juifs et les aide à émigrer. Elle a été, à plusieurs reprises interrogée par la Gestapo et sa maison a été perquisitionnée en novembre 1941, sans résultat cependant, car elle a pu mettre les documents compromettants en sécurité, mais une partie de sa bibliothèque, sa correspondance et ses dossiers de recherche ont été saisis. Dans ses mémoires, elle rapporte que, lors d'un interrogatoire, lorsqu'un officier lui demande pourquoi elle n'émigre pas tout simplement, puisqu'elle considère le gouvernement si déplaisant. « Parce que j’ai 67 ans et que j’ai toujours servi fidèlement mon pays […] Il est parti, laissant une odeur sulfureuse dans son sillage ».
En juillet 1939, elle publie, pour ses amis les plus proches, une édition privée de son autobiographie, Rückblick auf mein Leben (Regard sur ma vie). Elle fait partie des rares Allemands d'origine juive à survivre à la guerre sans déportation vers un camp de concentration ou d'extermination.
Après la Seconde Guerre mondiale, au printemps 1945, elle rejoint un groupe de membres du parti qui veulent fonder un rassemblement chrétien bourgeois, l'« Union chrétienne-sociale », CSU. Peu de temps après, Marie Baum quitte la CSU, le parti prenant de plus en plus ses distances avec l'idée de « socialisme chrétien ». Par la suite, elle rejoint le cercle d'Alfred Weber, Alexander Mitscherlich, « Heidelberger Aktionsgruppe ». Elle ne veut plus être liée par la politique des partis et n'exerce plus aucune fonction politique.
À partir de 1946, alors qu'elle a plus de 70 ans, elle prend un poste d'enseignante à l'Université de Heidelberg, où elle fonde le club étudiant Friesenberg.
En outre, elle soutient la reconstruction de la maison Elisabeth von Thadden au château de Wieblingen en 1927. En 1950, elle rédige la préface du journal d'Anne Frank.
Marie Baum décède à Heidelberg le 8 août 1964 et est enterrée au cimetière Bergfriedhof. Le discours funèbre est prononcé par le pasteur Herrmann Maas.
Sa tombe est ornée d'un rocher qui porte son nom et ses dates de vie en simples lettres de bronze.
La bibliothèque universitaire de Heidelberg possède un vaste fonds sur Marie Baum, issu en partie du legs effectué par Marie Baum. Des lettres jusque-là inconnues, y sont entrées en 1997. La ville de Heidelberg soutient depuis le 1er septembre 1999 l'indexation scientifique et la coopération entre les archives universitaires et la bibliothèque universitaire.

## Honneurs
- Citoyenne honoraire de l'Université de Heidelberg pour son 75e anniversaire[14],[15]
- Croix du mérite de l'ordre du Mérite de la République fédérale d'Allemagne pour son 80e anniversaire[15]
- Son nom est attribué au prix émérite de la faculté de théologie de l'université de Heidelberg
- À Heidelberg, une école et un lycée professionnel, depuis 1974, et une rue de Karlsruhe, depuis 2000, portent son nom.

## Publications (sélection)
- Préface au Journal d'Anne Frank, Schneider, Heidelberg 1950.
- Über p-Xylylhydroxylamin: Beiträge zur Kenntnis des 1-2-Naphtalendiazooxyds, thèse à l'Université de Zurich, Zurich, Leemann, 1899 (OCLC 246211145)
- Die Wohlfahrtspflege, ihre einheitliche Organisation und ihr Verhältnis zur Armenpflege, Schriften des deutschen Vereins für Armenpflege und Wohltätigkeit (volume 104), Munich / Leipzig, 1916
- Grundriss der Gesundheitsfürsorge, Munich, 1923
- avec Ricarda Huch, Ludwig Curtius, Anton Erkelenz (éd.) : Frieda Duensing: Ein Buch der Erinnerung, Berlin, FA Herbig, 3e édition augmentée, 1926
- Familienfürsorge, Karlsruhe, 1928
- Das Familienleben in der Gegenwart. 182 Familienmonographien, Berlin, 1930
- Rückblick auf mein Leben, Heidelberg, 1950
- Leuchtende Spur. Das Leben Ricarda Huchs, Tübingen, 1950
- Aus einem Lebensbild Anna von Gierkes. Dans : Mädchenbildung und Frauenschaffen, numéro 2/1952, pp. 1–12
- Anna von Gierke. Ein Lebensbild, Weinheim / Berlin, Belz, 1954